# حسن محمد حسن
حسن محمد حسن (16 يونيو 1906 - 30 مايو 1990) فنان تشكيلي مصري،  أنتج أكثر من 100 لوحة، وألف 4 كتب في الفنون وتاريخ الفن وفلسفة الفن والفنون والمجتمع.

## حياته
حسن محمد حسن الفقي ولد بالقاهرة 16 يونيو 1906، وفى مراحل الطفوله التحق بالمدرسة الأولية مدرسة شرف الاسكندرانى بشبرا ثم مدرسة الفنون والزخارف بالحمزاوى تخرج 1926، ثم دراسات فى بعثاته المختلفة .
- عاد من البعثات للتدريس بكلية الفنون التطبيقية 1931 وتدرج فى مناصب الكلية إلى أن وصل إلى درجة استاذ ورئيس قسم تاريخ وفلسفة الفن للدراسات العليا ومواد التصوير بكلية الفنون التطبيقية . الأماكن التى عاش بها الفنان ـ فى بداية حياته وفى طفولته كان فى حى شبرا ثم بعثاته 1926 إلى إيطاليا و ألمانيا وتشيكو سلوفاكيا وفلسطين وعند رجوعه 1931 تزوج واستمر فى حى شبرا حتى 1959 حيث انتقل إلى الهرم شارع المريوطية فى مرسمه الجديد وعاش فيه حتى وفاته 1990

## جوائز
خطاب شكر من رئيس الجمهورية السابق جمال عبد الناصر .
ـ خطاب شكر من رئيس الجمهورية السابق أنور السادات .